# Паттерсон, Роберт Юджин
Роберт Юджин Паттерсон-младший (англ. Robert E. Patterson Jr.; род. 1952, Гринсберг, штат Пенсильвания, США) — американский дипломат.

## Биография
Закончил бакалавриат в Колледже Рид, вскоре получил степень магистра гуманитарных наук и магистра философии в Колумбийском университете, а также степень магистра в Военно-морском колледже США. Проходил службу в военно-воздушных силах США и вышел в почётную отставку в 1974 году.
В 1985 году поступил на дипломатическую службу. Работал в составе дипломатического корпуса США в Центральной и Восточной Европе, на Северном Кавказе, в СССР, России и Восточной Африке. Занимал должность советника по вопросам Сомали в посольстве США в Кении. Также работал руководителем политического (внутреннего) отдела в Москве, возглавлял политические отделы в посольствах США в Венгрии, Украине и Армении.
Паттерсон был назначен новым послом США в Туркменистане президентом Бараком Обамой 3 марта 2011 года, после чего 14 апреля был утверждён Сенатом США на данную должность. Был приведён к присяге в качестве посла США в Туркменистане 26 апреля 2011 года, и в мае прибыл в Ашхабад. В мае 2014 года завершил свою миссию в Туркменистане.

### Личная жизнь
Супруга — Инми Паттерсон, генеральный консул США в Гамбурге.
Владеет русским, украинским, венгерским, немецким и туркменским языками.